# El Culebro: La historia de mi papá
El Culebro: La historia de mi papá es un largometraje-documental independiente colombiano de 2017.  Escrita y dirigida por Nicolás Casanova. La película explora y reconstruye la vida del fallecido actor Hernando Casanova en sus primeros años, hasta llegar a la cumbre del éxito en las múltiples facetas de su vida artística, en perspectiva a su vida como figura paterna. La película ofrece material de archivo y música de Casanova inéditos hasta entonces. De igual forma, aparecen declaraciones de figuras como Héctor Ulloa, Pepe Sánchez, Dago García, Julián Román y Consuelo Luzardo entre otros.
Producida por SENIC, la película se estrenó el 20 de septiembre en la sección proyecciones especiales en el Festival Universitario Eureka de 2017. El documental se presentó en ciudades como Bogotá, Barranquilla, Medellín, Guatapé, Santa Rosa de Cabal y Villa de Leyva.  Fue emitida por el programa Entre Ojos de Caracol Televisión a finales de 2018 y a inicios del año siguiente fue presentada en Caracol Internacional. En abril de 2021, se anunció que el documental tendrá una versión extendida y que verá la luz en 2022, con motivo del quinto aniversario del lanzamiento original.

## Sinopsis
El Culebro Casanova se ganó el cariño de millones de Colombianos por sus apariciones en programas como Yo y tú, Don Chinche o El Show de Jimmy. Sin embargo, esa fue la faceta de la vida del actor que todo el mundo conoció, ignorando por completo su papel más importante: Ser padre. Trece años después de su muerte, su hijo menor Nicolás Casanova, narra la historia de su padre, explorando su carrera como actor en paralelo a su vida en familia.

## Contribuciones
Los siguientes contribuyeron al documental por medio de entrevistas y material de archivo.
| - Hernando Casanova - Pepe Sánchez, director de cine y televisión. - Héctor Ulloa, actor - Gloria Gómez, actriz - Silvio Ángel, actor - Jimmy Salcedo, músico y comediante - Manolo Cardona, actor - Julián Román, actor - Harold Trompetero, director de cine y televisión. - Andrés Salgado, libretista y escritor. - Martín de Francisco, periodista. - Santiago Moure, actor. - Andrés López, comediante. - Dago García, vicepresidente de producción del Canal Caracol. - Carlos Benjumea, actor. - Consuelo Luzardo, actriz. - Fabiola Posada, comediante. | - Ligia Vidal Casanova, hermana - Eduardo Vidal Casanova, hermano - Gilma Sampayo, exesposa - Juan Sebastián Casanova, hijo - Nicolás Casanova, hijo - Elsa Ruíz, exesposa - Adriana Casanova, hija - Rocío Casanova, hija - María Margarita Casanova, hija - Carlos Muñoz, actor - Natalia Ospina, libretista - Luis Eduardo Arango, actor - Carlos Sánchez Méndez, director de fotografía de cine y televisión. - Javier Mejía, director de cine y televisión. - Claudio Soto, músico - Wilson Viveros, músico |

## Producción

### Desarrollo
Casanova declaró que el trabajo de desarrollo de la película estaba adelantado incluso antes de empezar a producir el filme.  Debido a que ya se tenía digitalizado la mayoría del material de archivo.

### Rodaje
Casanova declaró que la etapa de producción duró cerca de dos años.  Desde el 1 de mayo de 2015, hasta el 1 de septiembre de 2016.  Las grabaciones tuvieron lugar en Neiva, Rivera, Campoalegre (Huila) y Bogotá. Casanova declaró "La película se puede resumir en una disputa entre El Culebro actor, y Hernando Casanova el papá.  A lo largo de la historia se va entrecruzando ese deseo de él de cantar y de actuar, con su familia".

### Posproducción
El Director manifestó que fue muy complejo editar el documental, obviamente que reconstruir a su padre teniendo todas las partes que logró obtener en su investigación debe tener un sentimiento más melancólico del que ya experimentaba, es posible que cada vez que lo reproduzca se haga menos intenso ese dolor.

## Lanzamiento
La película tuvo su lanzamiento el 20 de septiembre de 2017 en la sección proyecciones especiales, en el marco del Festival Universitario Eureka, realizado en la Universidad Jorge Tadeo Lozano de Bogotá.  Siendo el filme, la atracción principal de la segunda edición del festival. Además, se dispuso en el hall principal una serie de fotografías que recorrían la carrera del actor.  Al evento asistieron varias personalidades del entretenimiento como Victor Hugo Morant, Héctor Ulloa, Natalia Santa, Santiago Rendón y Andrés López entre otros.  

## Recepción
El Culebro: La historia de mi papá, recibió una ovación generalizada y lleno total el día de su estreno. El periódico El Tiempo, dijo que "...Es una hora y media de nostalgia para una generación que creció con los chistes del ‘Culebro’ y la posibilidad de presentar al opita que se escondía detrás del humor." Por otro lado, Nicolás Samper de RCN radio destacó que "el documental es una piedra angular y fundamental para conocer la historia de uno de los hombres más importantes de la televisión colombiana".  Además, Samper alabó el material inédito, y el hecho de que la película no tiene una visión sesgada por el parentesco del director con el personaje, presentando así un retrato fidedigno y realista.  La revista GO, destacó a su director como uno de "Los directores Bogotanos destacados" y comentó que el documental era un trabajo "veraz y experimentado a pesar de ser dirigido por un joven".  Algunas personalidades de la televisión se pronunciaron tras el estreno en televisión nacional, entre ellos Nelson Polanía, Paula Peña y Frank Solano, que destacaron la emotividad del documental y la importancia histórica para la televisión colombiana.  El cineasta colombiano Victor Gaviria, sentenció que el documental deja en evidencia que "El destino del Culebro Casanova era entrar en la vida de los colombianos".
André Didyme-Dome Fuentes de Playbuzz calificó a la película con 3.5 estrellas, diciendo "El Culebro: La Historia de mi Papá" es un nostálgico y reconfortante documental que no me deja solo y apoya mi afirmación al decir que Hernando Casanova fue y es hasta la fecha, el mejor actor que ha tenido el cine y la televisión colombiana". El crítico Camilo Calderón Acero, aseguró que el documental de Casanova, junto a otras obras similares como ‘Carta a una sombra’ y ‘The Smiling Lombana’, de Daniela Abad, que hicieron uso del archivo familiar, aceraron mucho más al espectador a este tipo de recursos cinematográficos.

## Banda sonora
Todas las canciones fueron compuestas por Javier González Torrado, excepto donde se especifica.  La banda sonora fue subida a la plataforma SoundCloud.

## Track listing
Todas las canciones escritas y compuestas por Javier González Torrado, Los Meros Recochan Boys and Hernando Casanova, unless otherwise noted. 
| El Culebro: La historia de mi papá (Original Motion Picture Soundtrack) |                                                               |                          |          |  |
| N.º                                                                     | Título                                                        | Artist(s)                | Duración |  |
| 1.                                                                      | «Intro Meros Recochan Boys»                                   | Los Meros Recochan Boys  | 0:32     |  |
| 2.                                                                      | «El papá»                                                     | Javier González Torrado  | 0:55     |  |
| 3.                                                                      | «Paternidad»                                                  | Javier González Torrado  | 0:35     |  |
| 4.                                                                      | «El actor»                                                    | Javier González Torrado  | 1:14     |  |
| 5.                                                                      | «Lo sé» (escrito por Dick Glasser)                            | Hernando Casanova        | 1:45     |  |
| 6.                                                                      | «Por qué te vas?» (escrito por Paul Anka y Óscar Golden)      | Hernando Casanova        | 2:30     |  |
| 7.                                                                      | «Asesino de Gálvez»                                           | Javier González Torrado  | 1:40     |  |
| 8.                                                                      | «Intro Don Chinche» (llamado originalmente Los Filipichines)  | Emma Perea de la cruz    | 0:33     |  |
| 9.                                                                      | «Intro Show de Jimmy»                                         | Jimmy Salcedo            | 1:00     |  |
| 10.                                                                     | «El Tropezón» (Interpretan Hernando Casanova y Jimmy Salcedo) | Los Meros Recochan Boy's | 1:20     |  |
| 11.                                                                     | «Ay Juejulia» (Interpretan Hernando Casanova)                 | Los Meros Recochan Boy's | 1:50     |  |
| 12.                                                                     | «Despierta»                                                   | Javier González Torrado  | 0:53     |  |
| 13.                                                                     | «Hernando para siempre»                                       | Javier González Torrado  | 1:15     |  |
| 14.                                                                     | «Fuck The Tomba» (Ending Titles)                              | Odio a Botero            | 3:00     |  |

## Outtakes
Todas las canciones escritas y compuestas por Javier González Torrado, Los Meros Recochan Boys and Hernando Casanova, unless otherwise noted. 
| El Culebro: La historia de mi papá (Original Motion Picture Soundtrack) |                           |                                              |          |  |
| N.º                                                                     | Título                    | Artist(s)                                    | Duración |  |
| 1.                                                                      | «El viaje**»              | Javier González Torrado; Vladimir Arciniegas | 0:58     |  |
| 2.                                                                      | «Show de Jimmy (piano)**» | Nicolás Valencia; Jimmy Salcedo (Compositor) | 0:41     |  |

## Premios y reconocimientos

### Festival de cine de Oriente
| Año  | Categoría          | Notas |
| ---- | ------------------ | --- |
| 2018 | Mención Honorífica | Hernando Casanova fue una de las figuras homenajeadas durante el Festival de cine del Oriente (Guatapé, Antioquia). |